# Savona Foot-Ball Club 1971-1972
Questa voce raccoglie le informazioni riguardanti il Savona Foot-Ball Club nelle competizioni ufficiali della stagione 1971-1972.

## Rosa
| N. |                   | Ruolo | Calciatore          |
| -- | ----------------- | ----- | ------------------- |
|    | Italia (bandiera) | D     | Domenico Arnuzzo    |
|    | Italia (bandiera) | A     | Amedeo Balestrieri  |
|    | Italia (bandiera) | D     | Alessandro Ballotta |
|    | Italia (bandiera) |       | Bennati             |
|    | Italia (bandiera) |       | Bianchino           |
|    | Italia (bandiera) | D     | Sergio Budicin      |
|    | Italia (bandiera) |       | Caiazza             |
|    | Italia (bandiera) | D     | Francesco Canepa    |
|    | Italia (bandiera) | C     | Giovanni Capra      |
|    | Italia (bandiera) | C     | Enrico Catuzzi      |
|    | Italia (bandiera) | P     | Gino Ferioli        |
|    | Italia (bandiera) | A     | Giuseppe Garofalo   |
|    | Italia (bandiera) | D     | Sergio Gava         |

| N. |                   | Ruolo | Calciatore         |
| -- | ----------------- | ----- | ------------------ |
|    | Italia (bandiera) | P     | Italo Ghizzardi    |
|    | Italia (bandiera) |       | Giacone            |
|    | Italia (bandiera) | C     | Nello Governato    |
|    | Italia (bandiera) | A     | Antonio Marcolini  |
|    | Italia (bandiera) | P     | Giampaolo Merciai  |
|    | Italia (bandiera) | C     | Claudio Murgita    |
|    | Italia (bandiera) | A     | Abramo Pigliacelli |
|    | Italia (bandiera) | A     | Raffaello Restelli |
|    | Italia (bandiera) | C     | Marco Rossi        |
|    | Italia (bandiera) | C     | Alfredo Rosso      |
|    | Italia (bandiera) |       | Sangui             |
|    | Italia (bandiera) | D     | Osvaldo Verdi      |
|    | Italia (bandiera) | A     | Guido Vivarelli    |